# 志々伎山
志々伎山（しじきさん）は、長崎県平戸市の平戸島最南部にある山である。標高347.2m。九州百名山の一つである。

## 概要
山体は古期安山岩からなるが浸食が進んで山頂部が円錐状に突出した露岩となっており、特徴的な山容を持つ姿が遠く九州本土や五島列島からも望めることから、古くから近海における航海時の標識としての役割を果たしてきた。
山頂には式内社である志々伎神社の上宮（かみつみや）の石祠がある。また、山腹部には照葉樹原生林が広がり、長崎県の天然記念物に指定されている。